# Estafiloquinasa

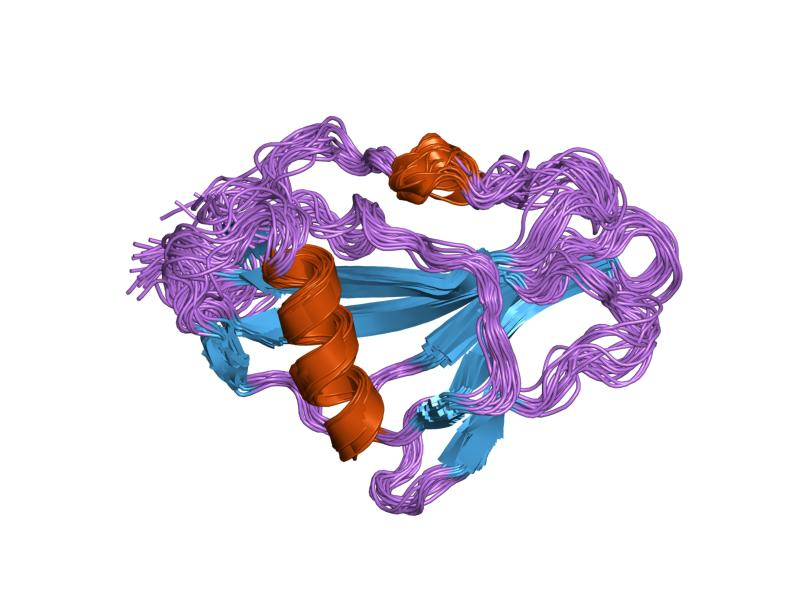
Estafiloquinasa

La estafiloquinasa es una enzima producida por varias cepas de Staphylococcus aureus, que muestra un potencial terapéutico como agente trombolítico. La estafiloquinasa, como molécula trombolítica de tercera generación, tiene una variante conocida como SAKфC, que fue expresada en cepas de Pichia pastoris (una especie de levadura metilotrófica.)
Esta proteína se ha purificado a partir de su fuente natural mediante una combinación de precipitación con sulfato de amonio y cromatografía de intercambio catiónico sobre celulosa CM. También se ha usado cromatografía de afinidad usando plasmina o plasminógeno inmovilizado en perlas de sefarosa. El producto puro es un polipéptido de 136 aminoácidos que muestra una masa molecular en la región de 16.5 kDa. También se han caracterizado derivados de masa molecular más baja que carecen de los primeros seis o 10 aminoácidos del NH2 terminal. Los tres parecen mostrar una actividad trombolítica similar al menos in vitro.
El gen de la estafiloquinasa se ha clonado en Escherichia coli, así como en otros sistemas recombinantes. La proteína se expresa intracelularmente en E. coli a altos niveles, representando 10-15% de la proteína celular total. Puede purificarse directamente a partir del homogeneizado celular clarificado mediante una combinación de cromatografía de intercambio iónico e interacción hidrófoba.
Aunque la estafiloquinasa no muestra una homología significativa con la estreptoquinasa, se ha descrito que induce un efecto trombolítico por un mecanismo algo similar: también forma un complejo estequiométrico 1:1 con el plasminógeno. El mecanismo propuesto por el cual la estafiloquinasa induce la activación del plasminógeno se describe del modo siguiente: la unión de la estafiloquinasa al plasminógeno parece producir inicialmente un complejo inactivo de estafiloquinasa-plasminógeno. Sin embargo, la formación de complejos de alguna manera induce la escisión proteolítica posterior del plasminógeno unido, formando plasmina, que permanece en complejo con la estafiloquinasa. Este complejo (a través de la plasmina) parece catalizar la conversión de plasminógeno libre en plasmina, y puede incluso acelerar el proceso de conversión de otros complejos de estafiloquinasa-plasminógeno en complejos de estafiloquinasa-plasmina. El efecto neto es la generación de plasmina activa, que muestra un efecto trombolítico directo al degradar la fibrina. La diferencia con la estreptoquinasa es que a una velocidad de tracción de 400 nm/s, la estafiloquinasa se desdobla a ~60 pN, lo que la convierte en la proteína mecánicamente más débil entre las proteínas de plegamiento de agarre β que se han caracterizado experimentalmente. En contraste, el dominio β de la estreptoquinasa muestra estabilidad mecánica significativa bajo la misma condición experimental. Los resultados mostraron que la gran maleabilidad de la estafiloquinasa en estado nativo es en gran parte responsable de su baja estabilidad mecánica.

## Uso clínico
La capacidad trombolítica de la estafiloquinasa (recombinante) se ha evaluado en ensayos clínicos iniciales, con resultados alentadores. El 80% de los pacientes con infarto agudo de miocardio que recibieron estafiloquinasa respondieron positivamente (se administraron 10 mg de estafiloquinasa por perfusión durante 30 min). La molécula nativa muestra una vida media en suero relativamente corta (6.3 min), aunque la unión covalente de polietilenglicol reduce la tasa de aclaramiento sérico, lo que aumenta significativamente la semivida de la molécula de forma significativa.
Al igual que con la estreptoquinasa, los pacientes a los que se les administra estafiloquinasa desarrollan anticuerpos neutralizantes (inmunogenicidad). Se generaron varias variantes modificadas por ingeniería genética (eliminación de dominio), que muestran una inmunogenicidad significativamente reducida.